# 1 E-8 m
Pour aider à comparer les ordres de grandeur des différentes longueurs, voici une liste de longueurs comprises entre 10 nanomètres et 100 nanomètres :
- 10 nm, c'est 10-8 mètre
- 20 nm, épaisseur du flagelle d'une bactérie
- 90 nm, virus de l'immunodéficience humaine (VIH) (la taille des virus se situe généralement entre 20 nm et 450 nm)
- 100 nm, 90 % des particules produites lors d'un feu de bois sont plus petites que 100 nm